# 绿蟾蜍
绿蟾蜍（学名：Bufotes viridis）为漠蟾属（原屬蟾蜍屬）的两栖动物，分布在欧洲大陆、亚洲和北非。在中国大陆，分布于西藏、新疆等地，常见于沼泽水坑、沙漠边缘绿洲以及半咸水。其生存的海拔上限为4500米。该物种的模式产地在奥地利维也纳。
其种加词“viridis”意为“绿色的”。
在不同的分布地，绿蟾蜍的皮肤颜色和图案亦不相同。背上的点的颜色从绿色到深棕色，有些甚至为红色。大部分蟾蜍的腹部为白色或浅色。
这种蟾蜍吃各种昆虫和无脊椎动物，主要是蟋蟀、黄粉虫、小蝴蝶、蚯蚓、飞蛾、甲虫和毛虫。
根据温度和光线的不同，绿蟾蜍会改变颜色，比其他蟾蜍变化程度大。另外，与其他蟾蜍类似，绿蟾蜍的颈部后面有一种腺体，在它受到威胁时可分泌一种毒素。雌性蟾蜍个头大于雄性，一次可产卵9,000至15,000个。它们的长度最大可以达到6英寸，但是能达到这种长度的个体非常罕见。

## 分布
绿蟾蜍在欧洲大陆、亚洲和北非都有分布。其中在欧洲西南的分布边界在意大利和法国之间。在西班牙只见于巴利阿里群岛。但在早更新世时，绿蟾蜍在最适合生存的伊比利亚半岛却消失了。一种理论认为100万年前突然的变冷时期是绿蟾蜍消失的可能因素之一。还有一种理论认为体型更大，更有竞争力的黄条背蟾蜍的出现也可能取代了当时绿蟾蜍在当地的地位。

## 进化
绿蟾蜍的祖先从基因分子的研究上显示是在中亚，但最古老的化石记录则发现在法国和西班牙，时代是早中新世。